# Forevermore (álbum de David Archuleta)
Forevermore es el cuarto álbum de estudio del cantante estadounidense de pop, David Archuleta, lanzado el 26 de marzo de 2012.
Para mediados de junio de 2013 se estrenó en los Estados Unidos el vídeo de la canción «Rainbow» en versión remix. El vídeo fue uno de los más solicitados en el MYX Top 10 de la televisión filipina.
El álbum ganó una certificación de oro en Filipinas por más de 10 000 unidades vendidas.

## Listado de canciones
| LP original |                             |                              |          |  |
| N.º         | Título                      | Música                       | Duración |  |
| 1.          | «Forevermore»               | Joey Benin                   | 4:50     |  |
| 2.          | «Rainbow»                   | Jay Durias, Sharon Inductivo | 5:26     |  |
| 3.          | «I'll Never Go»             | Frank Singcol                | 4:19     |  |
| 4.          | «You Are My Song»           | Louie Ocampo, Martin Nievera | 4:04     |  |
| 5.          | «Hold On»                   | Jocel Jiménez                | 4:49     |  |
| 6.          | «Wherever You Are»          | Vince Alaras                 | 4:55     |  |
| 7.          | «Maybe»                     | Antiporda, Jamie Rivera      | 4:36     |  |
| 8.          | «Tell Me»                   | Ocampo, Alan Peter Ayque     | 3:49     |  |
| 9.          | «Reaching Out»              | Cecil Azarcon                | 3:54     |  |
| 10.         | «Nandito Ako»               | Aaron Paul del Rosario       | 5:17     |  |
| 11.         | «Forevermore (Minus One)»   | Benin                        | 4:50     |  |
| 12.         | «I'll Never Go (Minus One)» | Singcol                      | 4:19     |  |
| 13.         | «Rainbow (Minus One)»       | Durias, Inductivo            | 5:23     |  |
| 1:00:29     |                             |                              |          |  |

## Créditos
- David Archuleta – Voz